# Liste der Bürgermeister von Heilbronn
Die Liste der Bürgermeister von Heilbronn gibt einen Überblick über die Bürgermeister von Heilbronn in reichsstädtischer Zeit von 1371 bis 1802 und über die Stadtschultheißen und Oberbürgermeister seit dem Übergang zu Württemberg 1803 bis heute.

## Entstehung des Rats 1281
1281–1371: Königlicher Vogt, Schultheiß, 12 "consules" (Ratsherren)  und zwei „magister civium“ (Bürgermeister)
Die städtische Verfassung von 1281 durch Rudolf von Habsburg regelte, dass künftig der König den Vogt und dessen Schultheiß bestellte. Beide Ämter konnten jedoch verpfändet werden und unterlagen daher der Besetzung durch Vertreter württembergischer Grafen. zwölf consules (Ratsleuten) waren für die Verwaltung des Gemeinwesens zuständig und wurden aus den Reihen de melioribus et utilioribus civitatis (Patrizier der Stadt) gebildet.
Zu den wichtigen Geschlechtern des Heilbronner Patriziats des 13. und 14. Jahrhunderts zählen die Erer, Feurer, Gebwin, Gerhard, Laemmlin, Liupold, Lutwin und die Wigmar. 1314 wird erstmals ein magister civium (Bürgermeister) erwähnt. 1332 gibt es zwei magister.

## Zwei Bürgermeister 1371 bis 1551

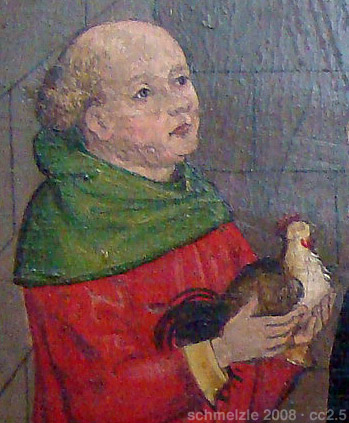
Conrad Erer
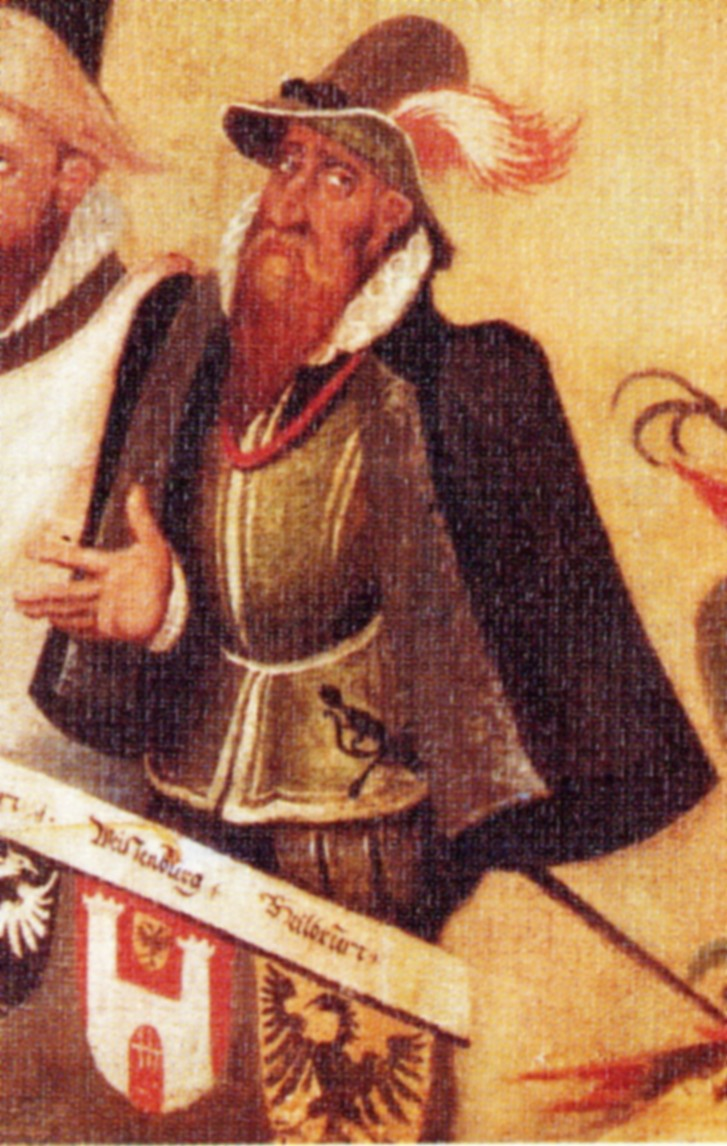
Hans Riesser

1371–1552: Zwei Bürgermeister aus "Bürger" (Patriziat) und „Gemeind´“ (nichtpatrizische Geldhändler, Kaufleute und Handwerker)
Durch die paritätische Verfassung Kaiser Karls IV. aus dem Jahr 1371 erhielten neben den alteingesessenen Patriziern auch die nichtpatrizischen Kaufleute und andere Vertreter der Handwerker ein Mitspracherecht. Die Zünfte werden durch die Verfassung von 1371 aufgelöst und verboten. Seitdem gab es in Heilbronn lediglich lockere Handwerks-Gesellschaften, Kerzen und Bruderschaften. Der Rat bildete sich künftig aus 13 Patriziern sowie 13 Vertretern der nichtpatrizischen Kaufleute und Handwerker, die aus ihrer Mitte (paritätisch) zwei Bürgermeister bestimmten, die gemeinsam amtierten. Die Mitglieder des Stadtrats bestimmten selbst ihre Nachfolger und wählten sich gegenseitig alle zwei Jahre wieder.
| Bürgermeister 1371–1551 | Bürgermeister 1371–1551 | Bürgermeister 1371–1551 |
| Jahr                    | „Bürger“                | „Gemeinde“              |
| ----------------------- | ----------------------- | ----------------------- |
|                         |                         |                         |
| 1372:                   | Heinrich Harsch         |                         |
| 1376                    | Kunz Niere              |                         |
| 1389                    | Hans Erer der Ältere    |                         |
| 1395                    | Hans Erer der Ältere    |                         |
| 1399                    | Hans Erer der Ältere    |                         |
| 1402                    | Kunz Leder d. J.        | Kunz Lutfried           |
| 1416                    | von Nyperger            |                         |
| 1420                    | Benz Steffalter         |                         |
| 1421                    |                         |                         |
| 1422                    |                         |                         |
| 1423                    |                         |                         |
| 1424                    |                         | Hans Erlewin            |
| 1425                    |                         |                         |
| 1426                    |                         |                         |
| 1427                    |                         |                         |
| 1428                    |                         |                         |
| 1429                    |                         |                         |
| 1430                    |                         |                         |
| 1431                    |                         | Hans Berlin             |
| 1432                    | Hans Erer der Jüngere   |                         |
| 1433                    |                         |                         |
| 1434                    | Kaspar Mettelbach       |                         |
| 1435                    |                         |                         |
| 1436                    |                         |                         |
| 1437                    |                         |                         |
| 1438                    | Hans Erer der Jüngere   | Markart Merklin         |
| 1439                    |                         |                         |
| 1440                    |                         |                         |
| 1441                    | Kaspar Mettelbach       |                         |
| 1442                    | Ulrich Nenninger        | Markart Merklin         |
| 1443                    | Ulrich Nenninger        |                         |
| 1444                    | Kaspar Mettelbach       | Ulrich Nenninger        |
| 1445                    | Ulrich Nenninger        | Markart Merklin         |
| 1446:                   | Kaspar Mettelbach       | Ulrich Nenninger        |
| 1447                    |                         |                         |
| 1448                    | Hans Erer der Jüngere   | Markart Merklin         |
| 1449:                   | Kaspar Mettelbach       | Eberhard Finsterlohn    |
| 1450                    | Kaspar Mettelbach       | Markart Merklin         |
| 1451                    | Ulrich Nenninger        |                         |
| 1452                    | Hans Erer der Jüngere   |                         |
| 1453                    | Hans Erer der Jüngere   |                         |
| 1454                    |                         |                         |
| 1455                    |                         |                         |
| 1456                    | Kaspar Mettelbach       | Bernhard Berlin         |
| 1457                    | Hans Erer der Jüngere   | Bernhard Berlin         |
| 1458:                   | Kaspar Mettelbach       |                         |
| 1459                    |                         | Eberhard Finsterlohn    |
| 1460                    | Gottfried Schenkel      |                         |
| 1461                    |                         |                         |
| 1462                    |                         |                         |
| 1463                    |                         | Hans Keller             |
| 1464                    |                         |                         |
| 1465                    | Hans Erer der Jüngere   |                         |
| 1466                    |                         |                         |
| 1467                    | Hanmann Dinkelsbühl     |                         |
| 1468                    | Hans Erer der Jüngere   |                         |
| 1469                    | Kaspar Mettelbach       | Michael Hüngerlin       |
| 1471                    | Gottfried Schenkel      | Daniel Mettelbach       |
| 1472                    | Kaspar Mettelbach       | Michael Hüngerlin       |
| 1473                    | Gottfried Schenkel      | Daniel Mettelbach       |
| 1474                    | Kaspar Mettelbach       | Michael Hüngerlin       |
| 1475                    | Gottfried Schenkel      | Daniel Mettelbach       |
| 1476                    | Kaspar Mettelbach       | Michael Hüngerlin       |
| 1477                    | Johann Dinkelsbühl      | Daniel Mettelbach       |
| 1478                    | Kaspar Mettelbach       | Adam Meißner            |
| 1479                    | Gottfried Schenkel      | Johann Thielmann        |
| 1480                    | Johann Erer             | Michael Hüngerlin       |
| 1481                    | Gottfried Schenkel      | Johann Thielmann        |
| 1482                    | Ludwig Gerach           | Claus Diemer            |
| 1483                    | Gottfried Schenkel      | Johann Horlewag         |
| 1484                    | Kaspar Mettelbach       | Frank Conz              |
| 1485                    | Gottfried Schenkel      | Johann Horlewag         |
| 1486                    | Johann Erer             | Michael Hüngerlin       |
| 1487                    | Gottfried Schenkel      | Johann Horlewag         |
| 1488                    | Johann Erer             | Michael Hüngerlin       |
| 1489                    | Gottfried Schenkel      | Johann Horlewag         |
| 1490                    | Johann Erer             | Michael Hüngerlin       |
| 1491                    | Gottfried Schenkel      | Johann Horlewag         |
| 1492                    | Johann Erer             | Michael Hüngerlin       |
| 1493                    | Gottfried Schenkel      | Michael Hüngerlin       |
| 1494                    | Conrad Erer             | Johann Horlewag         |
| 1495                    | Johann Erer             | Michael Hüngerlin       |
| 1496                    | Conrad Erer             | Johann Horlewag         |
| 1503                    | Ludwig Gerach           | Johann Thielmann        |
| 1504                    | Conrad Erer             | Thomas Engelhardt       |
| 1505                    | Ludwig Gerach           | Johann Thielmann        |
| 1506                    | Conrad Erer             | Thomas Engelhardt       |
| 1507                    | Ludwig Gerach           | Johann Thielmann        |
| 1508                    | Conrad Erer             | Thomas Engelhardt       |
| 1509                    | Ludwig Gerach           | Johann Thielmann        |
| 1510                    | Conrad Erer             | Thomas Engelhardt       |
| 1511                    | Caspar Berlin           | Johann Thielmann        |
| 1512                    | Conrad Erer             | Hans Wisbronn           |
| 1513                    | Caspar Berlin           | Johann Thielmann        |
| 1514                    | Conrad Erer             | Hans Wisbronn           |
| 1515                    | Caspar Berlin           | Johann Thielmann        |
| 1516                    | Conrad Erer             | Hans Wisbronn           |
| 1517                    | Caspar Berlin           | Johann Thielmann        |
| 1518                    | Conrad Erer             | Hans Wisbronn           |
| 1519                    | Caspar Berlin           | Ulrich Wintter          |
| 1520                    | Conrad Erer             | Hans Wisbronn           |
| 1521                    | Caspar Berlin           | Ulrich Wintter          |
| 1522                    | Conrad Erer             | Hans Wisbronn           |
| 1523                    | Peter Kistenmacher      | Hans Berlin             |
| 1524                    | Conrad Erer             | Hans Tygel              |
| 1525                    | Caspar Berlin           | Hans Diemer             |
| 1526                    | Conrad Erer             | Hans Wisbronn           |
| 1527                    | Caspar Berlin           | Georg Diemer            |
| 1528                    | Johann Rieser           | Hans Wisbronn           |
| 1529                    | Peter Kistenmacher      | Georg Diemer            |
| 1530                    | Johann Rieser           | Hans Wisbronn           |
| 1531                    | Peter Kistenmacher      | Georg Diemer            |
| 1532                    | Johann Rieser           | Hans Wisbronn           |
| 1533                    | Peter Kistenmacher      | Ulrich Wintter          |
| 1534                    | Johann Rieser           | Hans Wisbronn           |
| 1535                    | Peter Kistenmacher      | Ulrich Wintter          |
| 1536                    | Johann Rieser           | Hieronymus Schnabel     |
| 1537                    | Peter Kistenmacher      | Ulrich Wintter          |
| 1538                    | Johann Rieser           | Hieronymus Schnabel     |
| 1539                    | Matthias Schnepf        | Ulrich Wintter          |
| 1540                    | Johann Rieser           | Hieronymus Schnabel     |
| 1541                    | Matthias Schnepf        | Ulrich Wintter          |
| 1542                    | Johann Rieser           | Hieronymus Schnabel     |
| 1543                    | Matthias Schnepf        | Heinrich Erhard         |
| 1544                    | Johann Rieser           | Hieronymus Schnabel     |
| 1545                    | Matthias Schnepf        | Heinrich Erhard         |
| 1546                    | Johann Rieser           | Hieronymus Schnabel     |
| 1547                    | Matthias Schnepf        | Heinrich Erhard         |
| 1548                    | Johann Rieser           | Hieronymus Schnabel     |
| 1549                    | Matthias Schnepf        | Hans Leyher             |
| 1550                    | Johann Rieser           | Michael Wagenmann       |
| 1551                    | Matthias Schnepf        | Peter Feurer            |

- Conrad Erer
- Hans Riesser

## Drei Bürgermeister 1552 bis 1802
1552 bis 1803: Drei Bürgermeister aus dem kleinen, inneren Rat „Hasenrat“" (Patriziat)
Karl V. trennte 1552 durch seine aristokratische Karolingische Ordnung den Rat in den 15-köpfigen inneren Rat (Senat der Patrizier, sogenannter Hasenrat) und den 13-köpfigen äußeren Rat (der Handwerker), wobei letzterer keine politische Funktion wahrnahm. Der innere Rat war Träger der städtischen Regierung und ergänzte sich selbst, seine 15 Mitglieder (drei Bürgermeister, vier Steuerherren, acht Senatoren) waren auf Lebenszeit bestellt und rückten dem Dienstalter nach allmählich bis zum Amt des Bürgermeisters auf. Die jeweils drei Bürgermeister wechselten sich in Vorsitz und Führung ab. Der Zugang zum inneren Rat war auch geschwägerten nichtpatrizischen Personen möglich, so dass Hochzeiten oftmals aus politischem Kalkül geschlossen wurden. Die Karolingische Ordnung wurde zwar mehrfach ergänzt und erweitert, hatte aber in ihren Grundzügen nahezu unverändert bis zur Eingliederung der Stadt nach Württemberg 1803 Bestand.
| Bürgermeister 1552–1802 | Bürgermeister 1552–1802   | Bürgermeister 1552–1802           | Bürgermeister 1552–1802           |
| ----------------------- | ------------------------- | --------------------------------- | --------------------------------- |
| 1552                    | Peter Feurer              | Wolf Berlin                       | Wendel Ans der Jüngere            |
| 1553–1557:              | Wolf Feurer               | Wolf Berlin                       | Wendel Ans der Jüngere            |
| 1558–1561               | Ambrosius Becht           | Wolf Berlin                       | Wendel Ans der Jüngere            |
| 1561–1564               | Ambrosius Becht           | Hans Hofmann                      | Wendel Ans der Jüngere            |
| 1565–1572               | Franz Bürckner            | Hans Hofmann                      | Wendel Ans der Jüngere            |
| 1572–1574               | Franz Bürckner            | Hans Hofmann                      | Georg Aff der Alte                |
| 1574–1575               | leer                      | leer                              | Balthasar Aff                     |
| 1575–1585               | Clement Imlin             | Philipp Orth                      | Johann Spölin                     |
| 1585–1588               | Raimund Vogler            | Philipp Orth                      | Johann Spölin                     |
| 1588–1595               | Johann Albrecht           | Philipp Orth                      | Johann Spölin                     |
| 1596–1603               | Johann Albrecht           | Philipp Orth                      | David Kugler                      |
| 1602–1604               | Wilhelm Bernhard Berlin   | Simon Weinmann der Ältere         | David Kugler                      |
| 1604–1606               | David Jakob Feyerabend    | Simon Weinmann der Ältere         | David Kugler                      |
| 1606–1607               | David Jakob Feyerabend    | Georg Becht                       | David Kugler                      |
| 1607–1613               | David Jakob Feyerabend    | Johann Simon Weinmann der Jüngere | David Kollenberger                |
| 1614–1622               | Philipp Orth der Jüngere  | Johann Simon Weinmann der Jüngere | David Kollenberger                |
| 1622–1628               | Johann Georg Rollwag      | Johann Simon Weinmann der Jüngere | David Kollenberger                |
| 1626–1633               | Johann Georg Rollwag      | Johann Simon Weinmann der Jüngere | Conrad Spölin                     |
| 1633–1635               | Johann Georg Rollwag      | Johann Philipp Orth               | Conrad Spölin                     |
| 1635–1636               | Johann Georg Rollwag      | Johann Wolff                      | Conrad Spölin                     |
| 1635–1636               | Johann Georg Rollwag      | Johann Bernhard Scholl            | Conrad Spölin                     |
| 1643–1647               | Johann Georg Rollwag      | Ludwig Trapp von Trappensee       | Johann Glandorff                  |
| 1648–1649               | Michael Jesslin           | Ludwig Trapp von Trappensee       | Johann Glandorff                  |
| 1650–1655               | Michael Jesslin           | Ludwig Trapp von Trappensee       | Sebastian Calw                    |
| 1655–1673               | Michael Jesslin           | Johann Georg Spitzer              | Sebastian Calw                    |
| 1673–1677               | Michael Jesslin           | Johann Georg Spitzer              | Johann Conrad Spölin              |
| 1677–1680               | Johann Conrad Rockenbauch | Johann Georg Spitzer              | Johann Conrad Spölin              |
| 1680–1682               | Johann Conrad Rockenbauch | Johann Georg Spitzer              | Georg Heinrich Feyerabend         |
| 1683–1684               | Johann Conrad Rockenbauch | Johann David Feyerabend           | Georg Heinrich Feyerabend         |
| 1684–1685               | Georg Christian Hoffmann  | Johann David Feyerabend           | Georg Heinrich Feyerabend         |
| 1686–1693               | Georg Christian Hoffmann  | Johann David Feyerabend           | August Friedrich Mockel           |
| 1693–1694               | Johann Georg Pfitzer      | Johann David Feyerabend           | August Friedrich Mockel           |
| 1695–1698               | Johann Georg Pfitzer      | Johann David Feyerabend           | Johann Esaias von Rühle           |
| 1698–1716               | Georg Friedrich Pancug    | Johann David Feyerabend           | Johann Esaias von Rühle           |
| 1717–1725               | Georg Friedrich Pancug    | Johann Heinrich Orth              | Johann Esaias von Rühle           |
| 1727–1729               | Georg Friedrich Pancug    | Johann Heinrich Orth              | Johann Georg Geiling              |
| 1730–1731               | Georg Friedrich Pancug    | Johann Heinrich Orth              | Adam Christian Wacks              |
| 1732–1733               | Georg Friedrich Pancug    | Johann Georg Becht                | Johann Ludwig Kübel               |
| 1733–1734               | Johann Bernhard Orth      | Johann Georg Becht                | Johann Ludwig Kübel               |
| 1734–1740               | Johannes Schübler         | Wilhelm Ludwig Bardili            | Johann Ludwig Kübel               |
| 1741–1753               | Johannes Schübler         | Esaias Meyer                      | Johann Ludwig Kübel               |
| 1754–1757               | Johannes Schübler         | Esaias Meyer                      | Georg Heinrich Orth               |
| 1758–1765               | Georg Philipp Mylius      | Esaias Meyer                      | Georg Heinrich Orth               |
| 1766–1769               | Georg Philipp Mylius      | Franz Leonhard Roth               | Georg Heinrich Orth               |
| 1770–1781               | Georg Philipp Mylius      | Georg Heinrich von Roßkampff      | Gottlob Moriz Christian von Wacks |
| 1781–1783               | Georg Heinrich von Pancug | Georg Heinrich von Roßkampff      | Gottlob Moriz Christian von Wacks |
| 1784–1794               | Georg Christoph Kornacher | Georg Heinrich von Roßkampff      | Gottlob Moriz Christian von Wacks |
| 1795                    | Georg Christoph Kornacher | Heinrich Karl Philibert Orth      | Gottlob Moriz Christian von Wacks |
| 1796–1801               | Georg Christoph Kornacher | Eberhard Ludwig Becht             | Gottlob Moriz Christian von Wacks |
| 1802                    | Georg Christoph Kornacher | Christian Ludwig Schübler         | Gottlob Moriz Christian von Wacks |

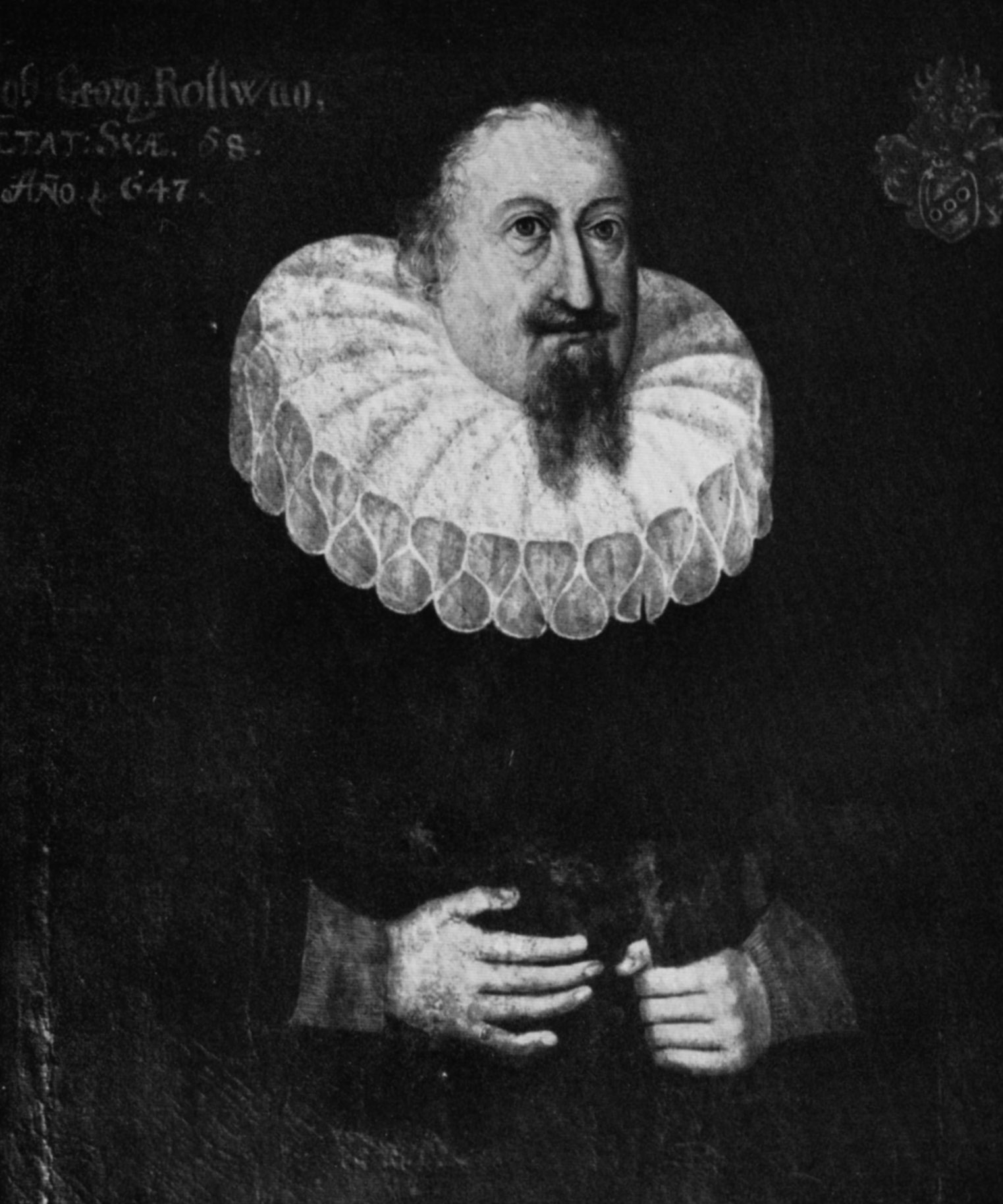
J. G. Rollwag
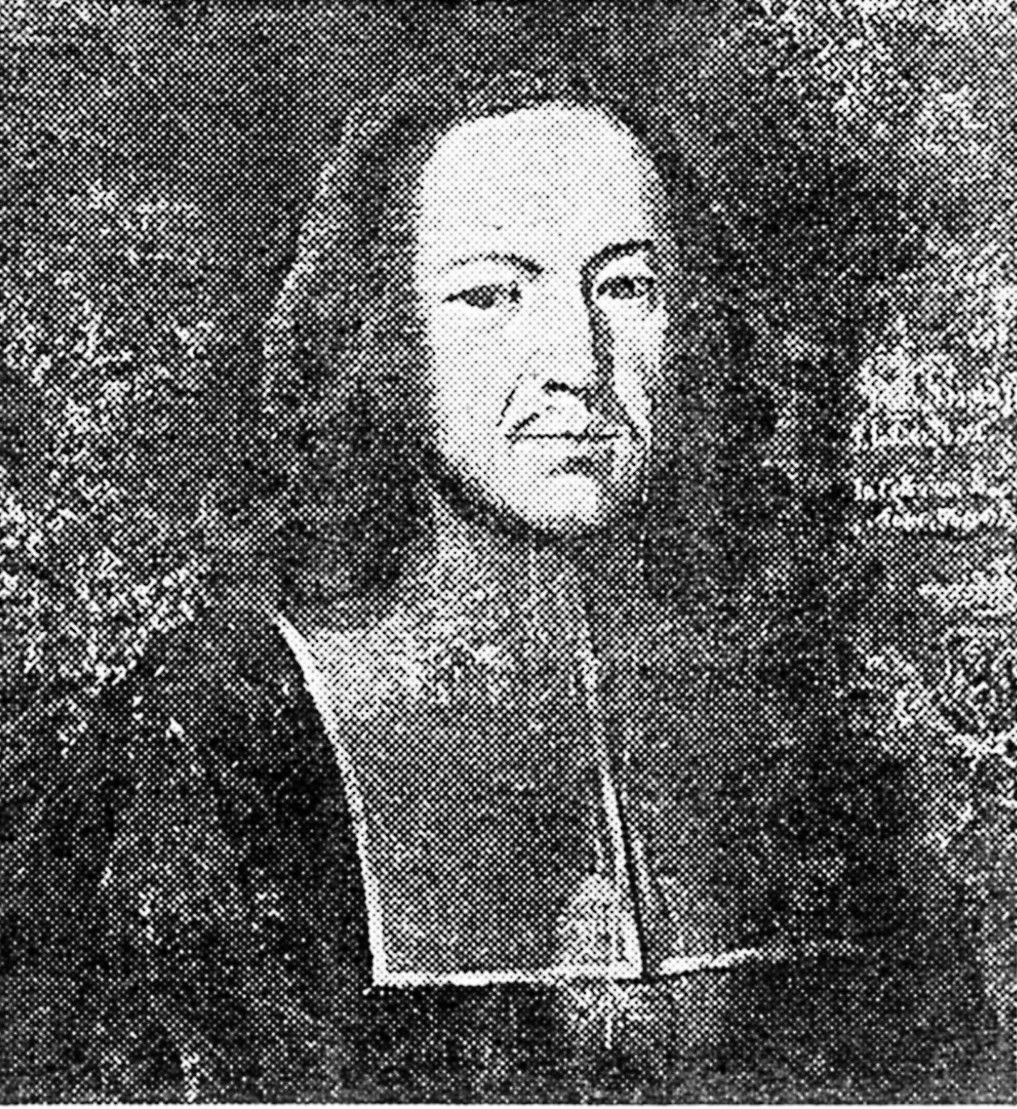
J. D. Feyerabend
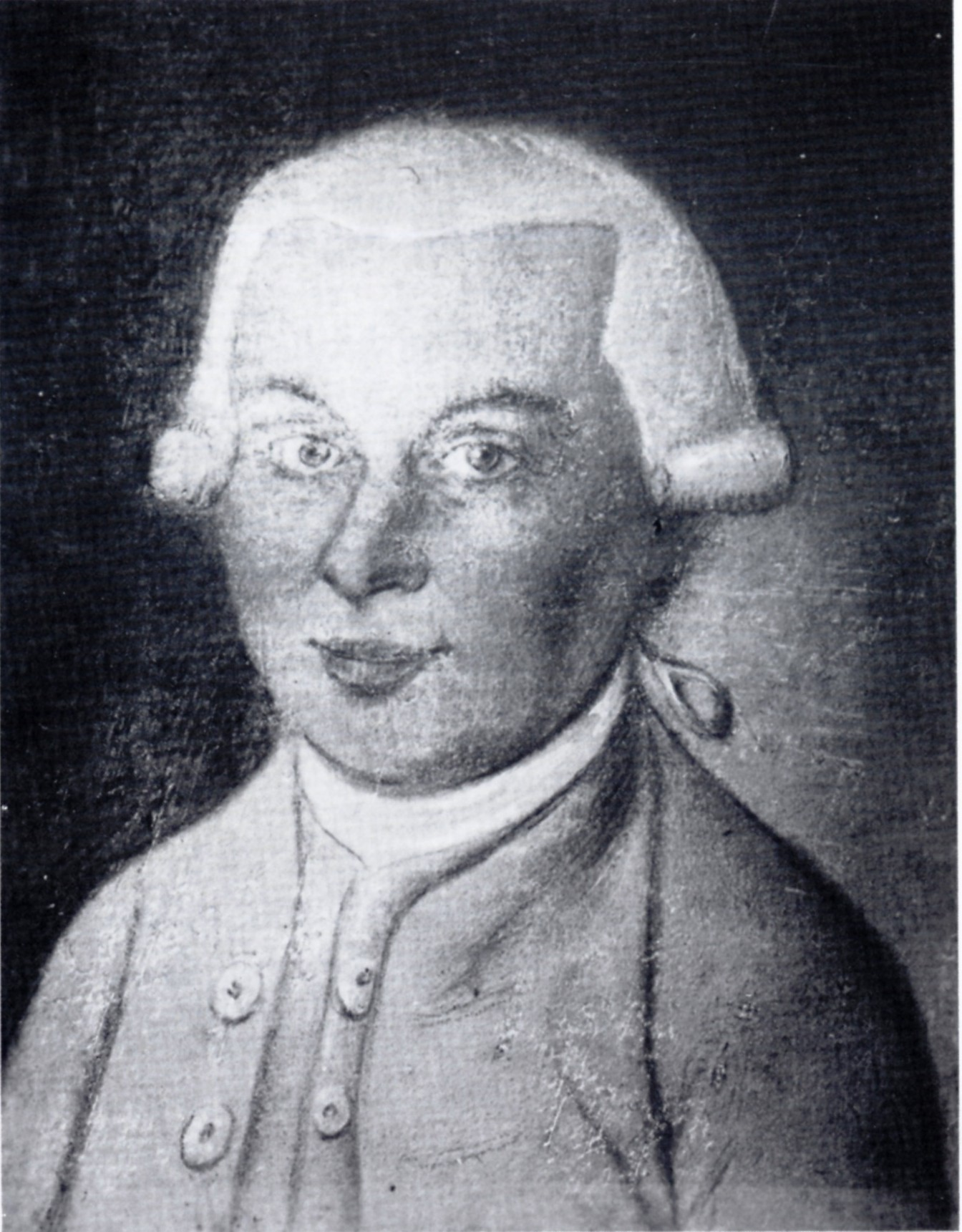
E. L. Becht
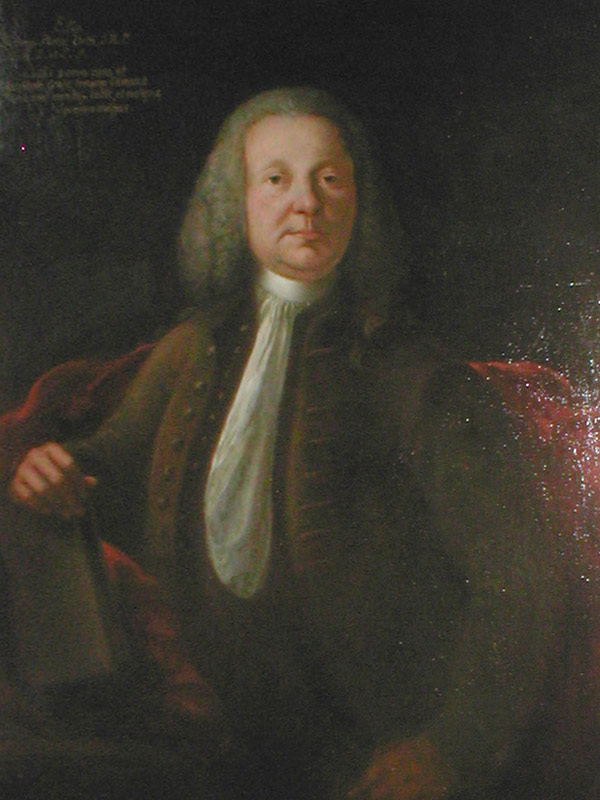
G. H. Orth
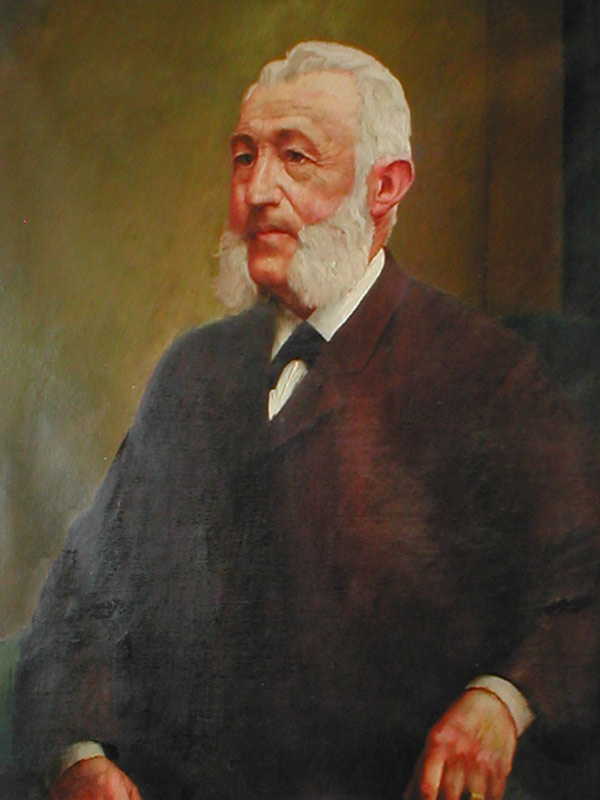
G.H. von Pancug
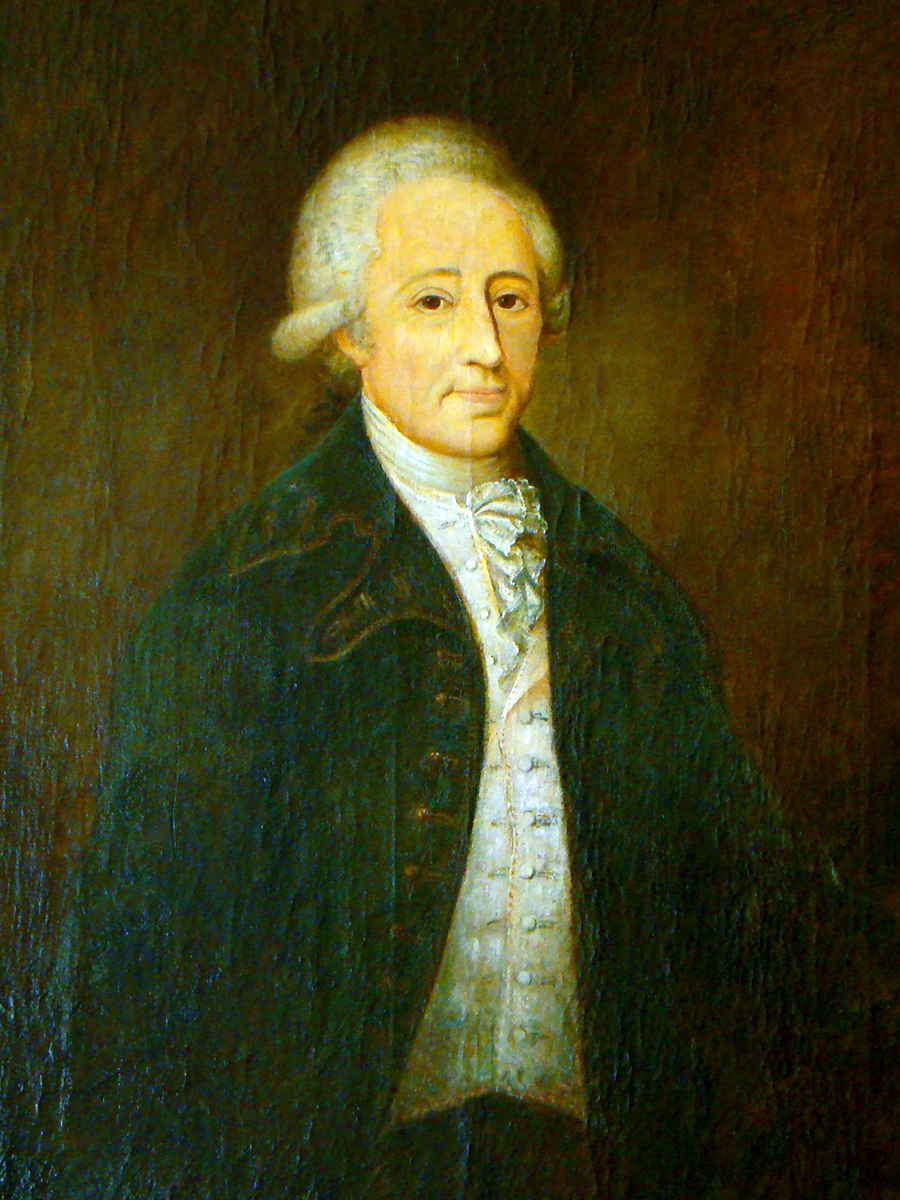
Von Roßkampff
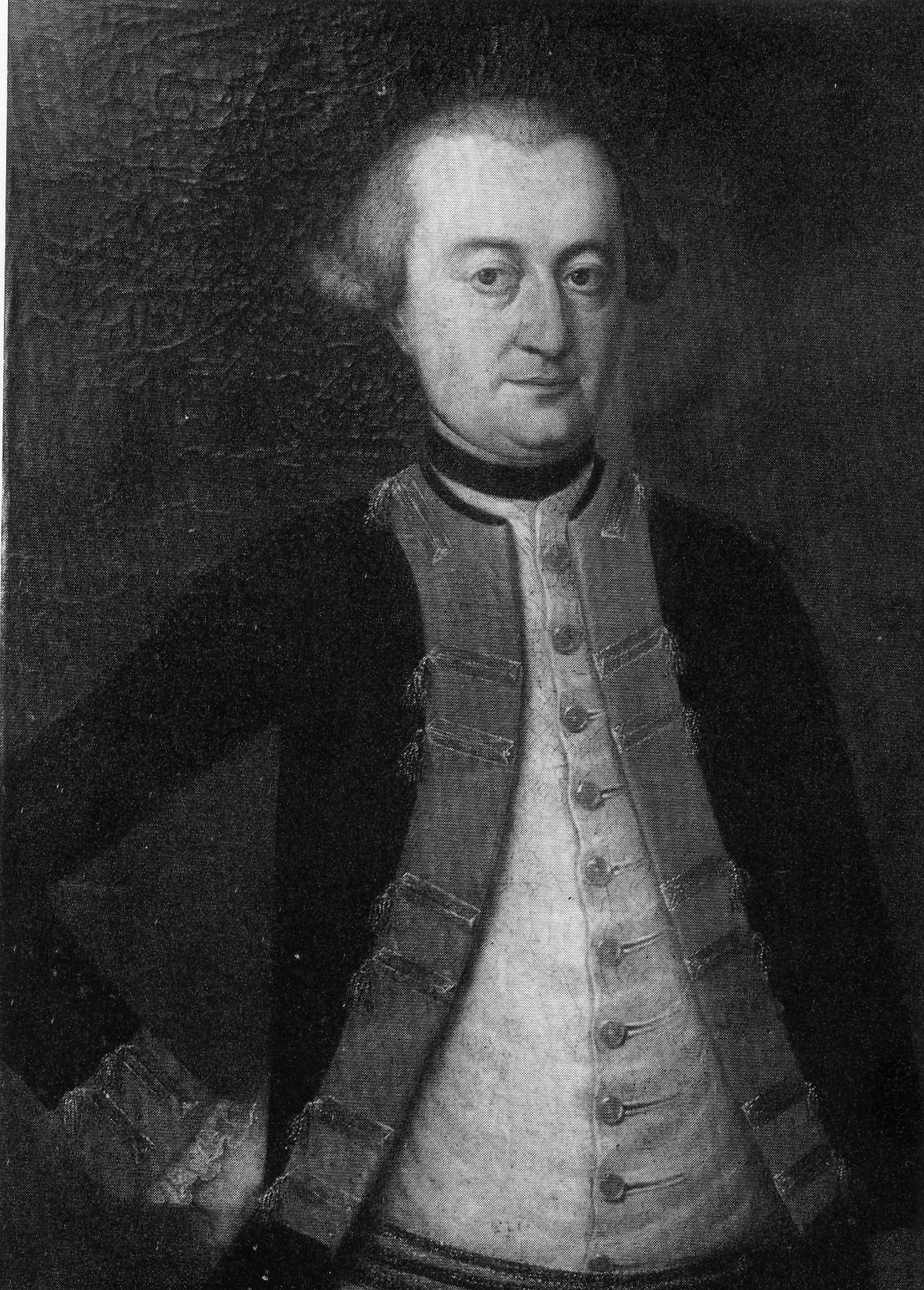
Von Wacks
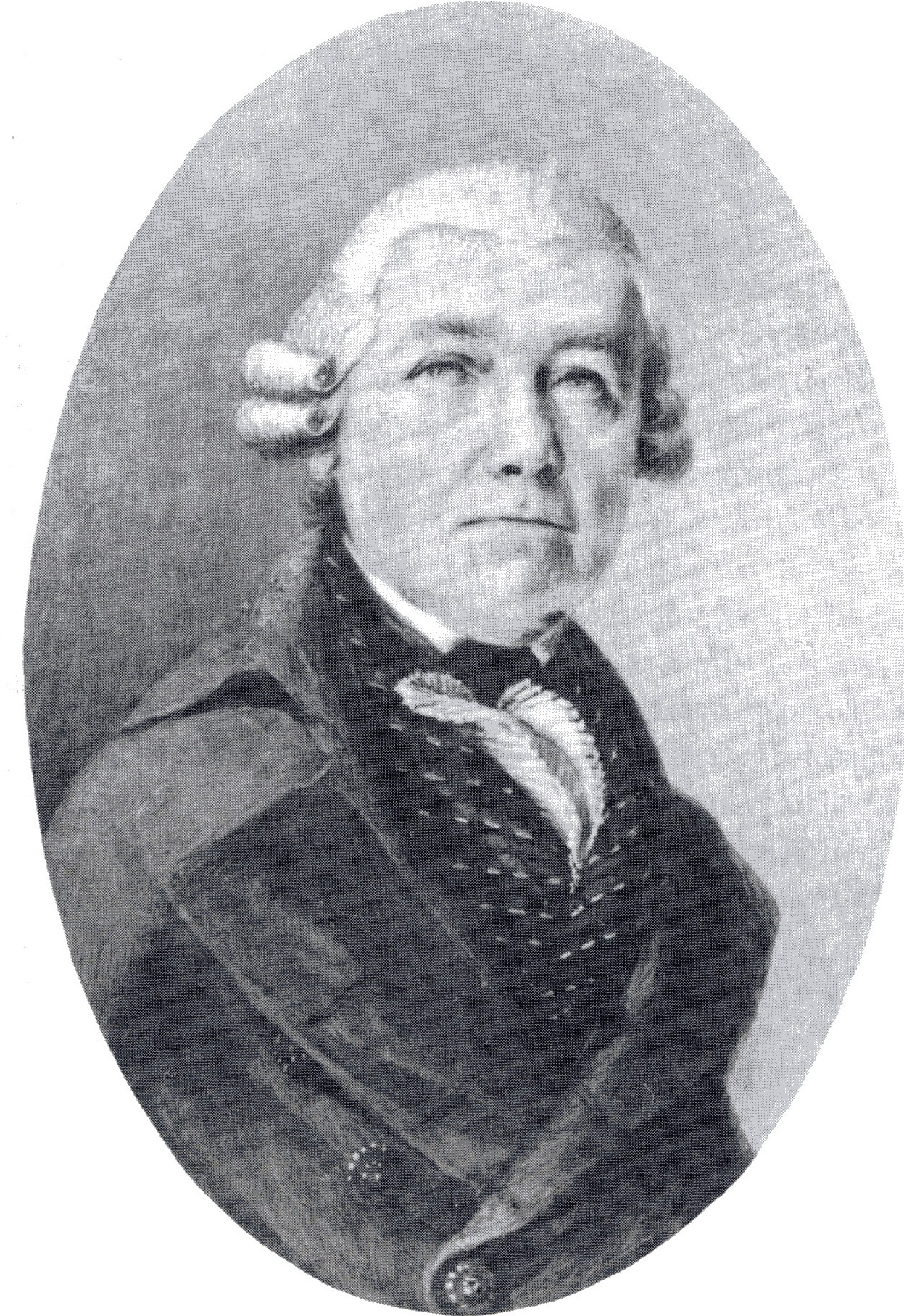
G. C. Kornacher

## Ein Stadtoberhaupt seit 1802
Heilbronn wurde am 25. Februar 1803 mit dem Reichsdeputationshauptschluss dem Herzogtum Württemberg eingegliedert und bekam eine neue Stadtverfassung. Dadurch wurden künftig das Stadtparlament und der Bürgermeister vom König eingesetzt. Ab 1822 wählen die Heilbronner ihren Gemeinderat selbst, dem künftig der Stadtschultheiß vorsteht. Der Titel Oberbürgermeister wird erst 1874 von König Karl I. von Württemberg an Karl Wüst, Stadtschultheiß seit 1869, wieder vergeben.
- 1803–1819: Georg Christian Franz Kübel, Bürgermeister
- 1819–1822: Lebrecht Landauer, Oberbürgermeister
- 1822–1835: Johann Clemens Bruckmann, Stadtschultheiß
- 1835–1848: Heinrich Titot, Stadtschultheiß
- 1848–1868: August Klett, Stadtschultheiß

Nachdem Klett das Amt altersbedingt niedergelegt hatte, wurde am 1. Februar 1869 der Ratsschreiber Josef Raur (1817–1870) zum Stadtschultheißen gewählt. Raur nahm die Wahl aus gesundheitlichen Gründen jedoch nicht an, so dass es am 3. Mai 1869 zur Neuwahl kam, die Wüst gewann.
- 1869–1884: Karl Wüst, Oberbürgermeister
- 1884–1904: Paul Hegelmaier, Oberbürgermeister
- 1904–1921: Paul Göbel, Oberbürgermeister
- 1921–1933: Emil Beutinger, Oberbürgermeister
- 1933–1945: Heinrich Gültig (NSDAP), Oberbürgermeister

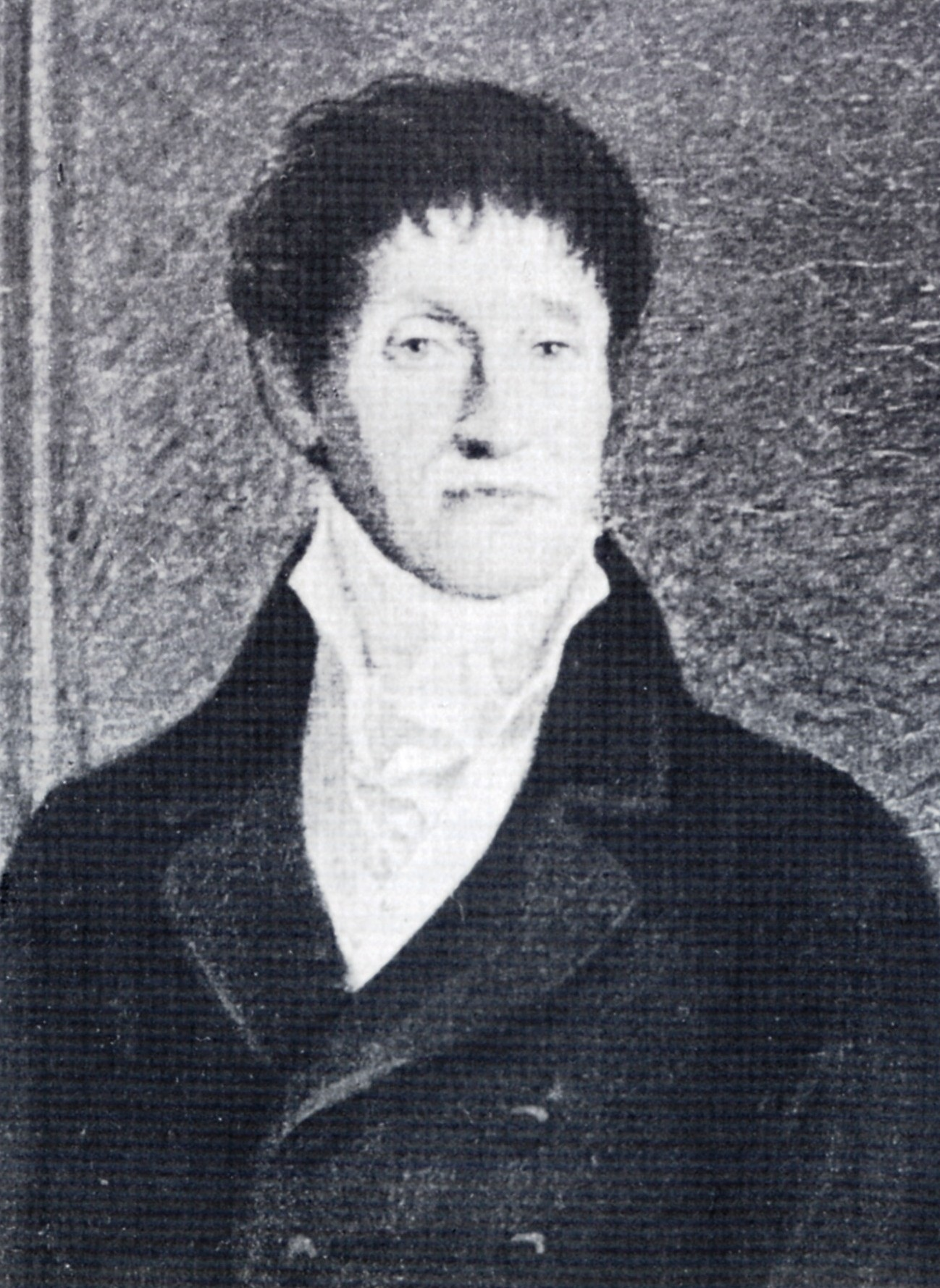
G. C. F. Kübel
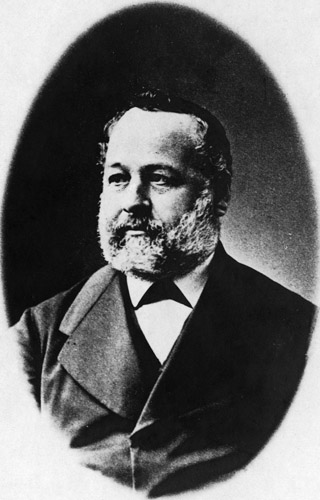
Lebrecht Landauer
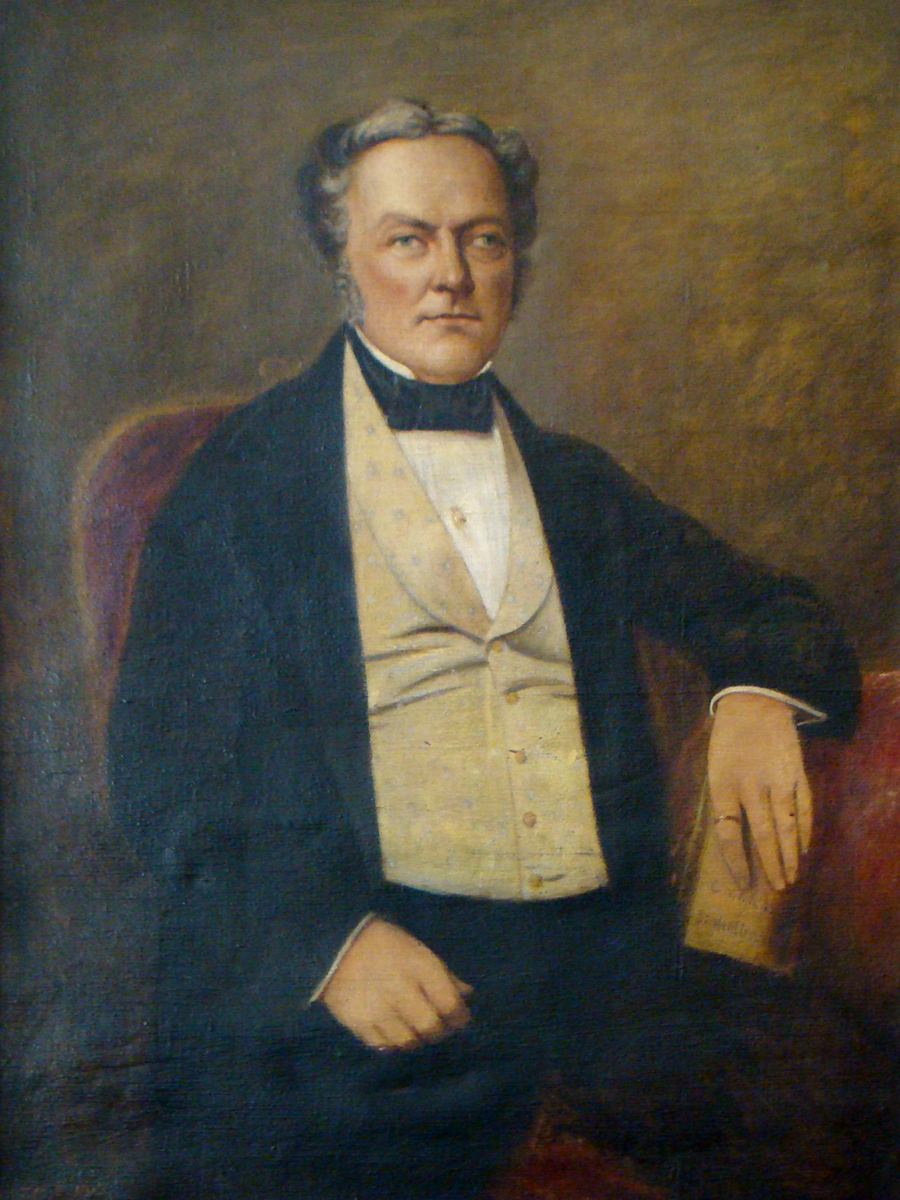
Heinrich Titot
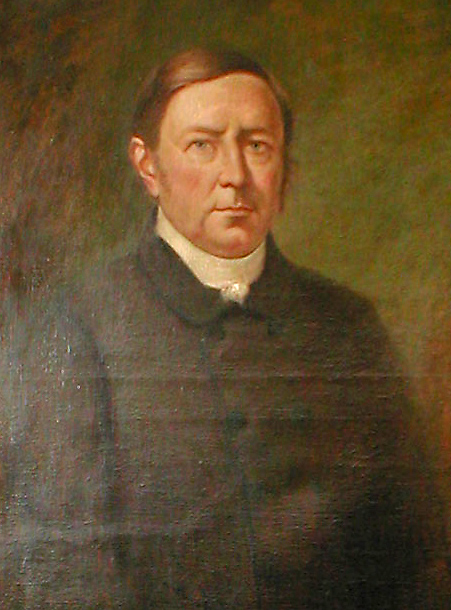
Christian August Klett
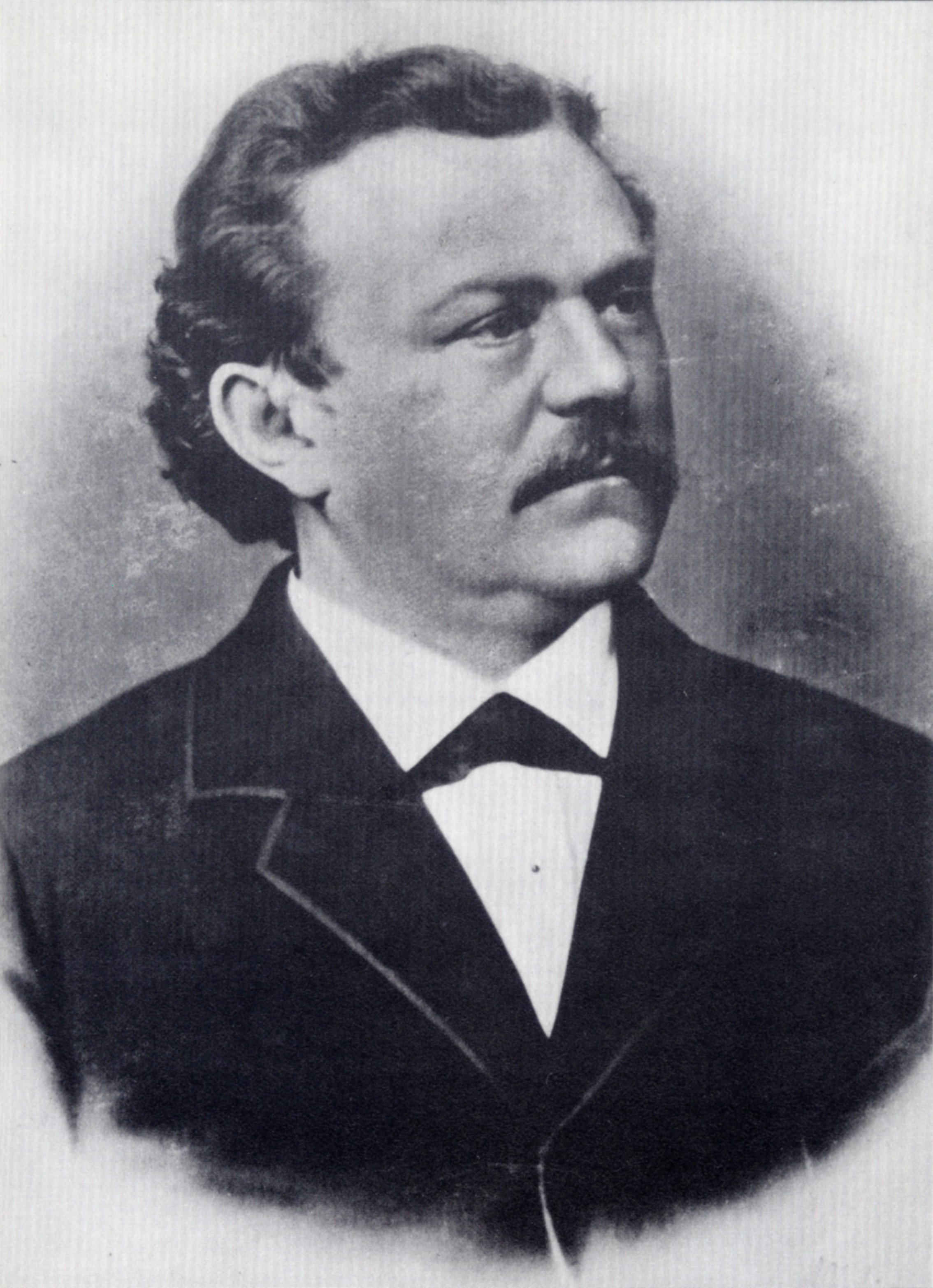
Karl Wüst
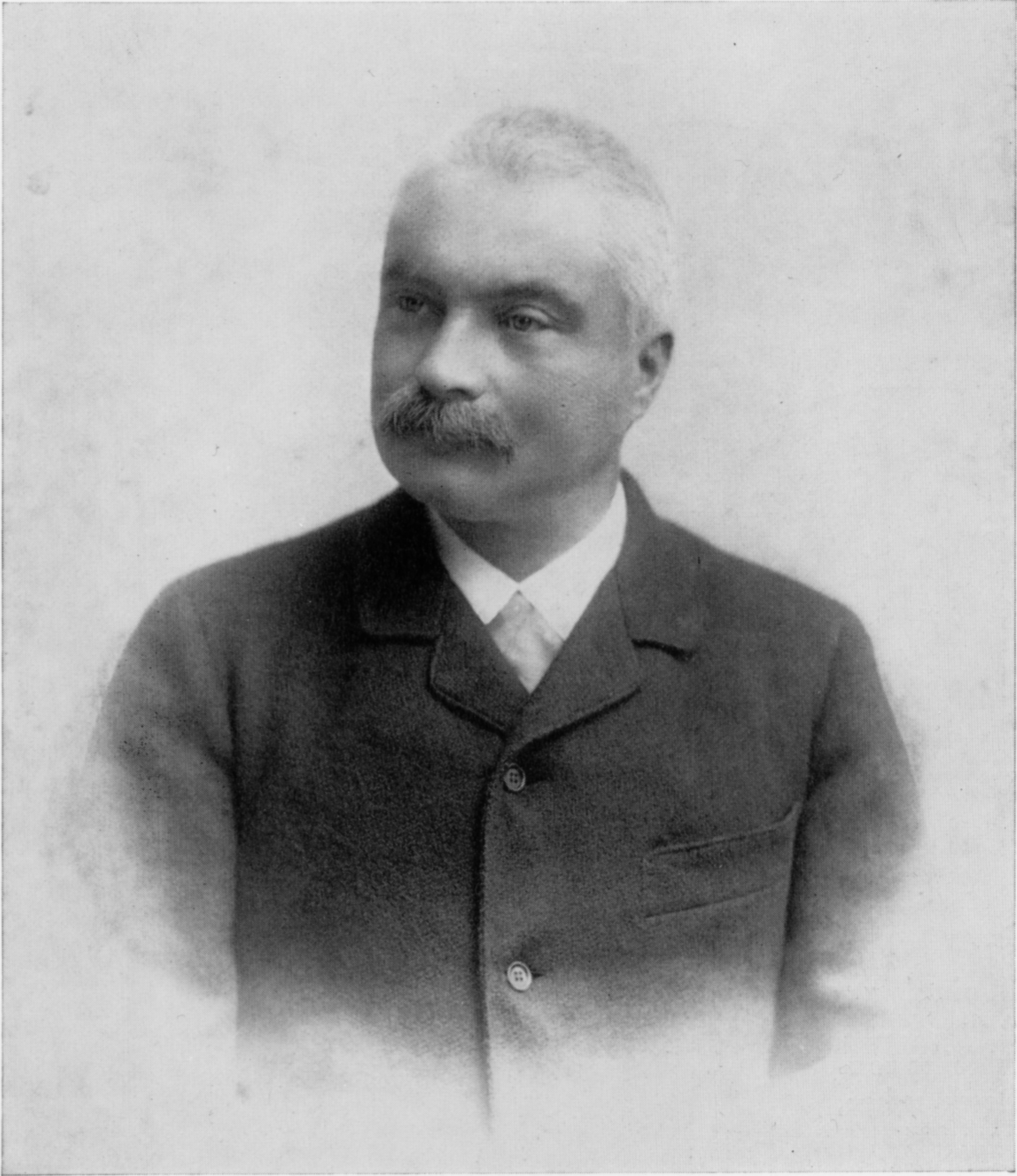
Paul Hegelmaier
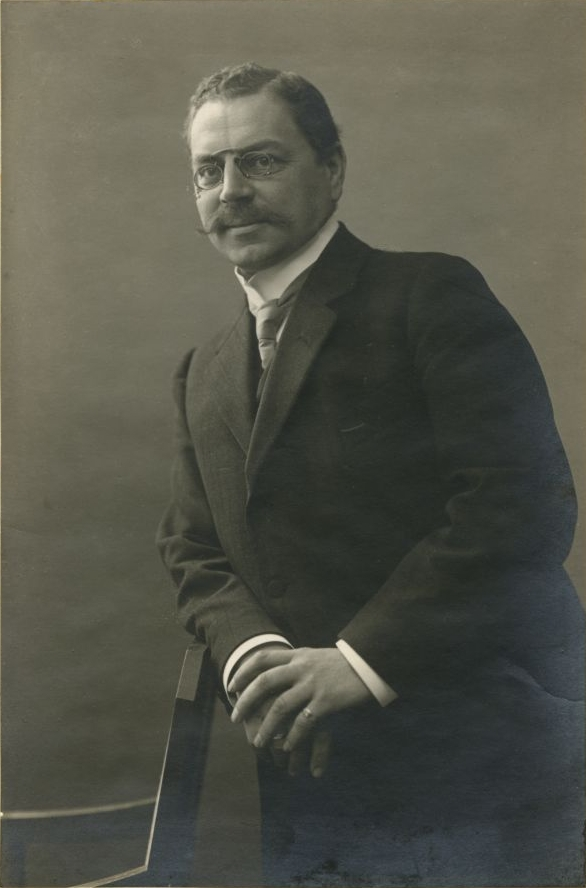
Paul Göbel

## Oberbürgermeister seit 1945
Nach dem Zweiten Weltkrieg wurde der von den Nationalsozialisten 1933 abgesetzte, ehemalige OB Beutinger vom amerikanischen Stadtkommandanten wieder in sein Amt eingesetzt. Sein Nachfolger Metz wurde 1946 vom Gemeinderat gewählt, seit der Wahl 1948 wählt die Bürgerschaft.
- 1945–1946: Emil Beutinger, Oberbürgermeister
- 1946–1948: Paul Metz (SPD), Oberbürgermeister
- 1948–1967: Paul Meyle (DVP), Oberbürgermeister
- 1967–1983: Hans Hoffmann (SPD), Oberbürgermeister
- 1983–1999: Manfred Weinmann (CDU), Oberbürgermeister
- 1999–2014: Helmut Himmelsbach (parteilos), Oberbürgermeister
- seit 2014: Harry Mergel (SPD), Oberbürgermeister

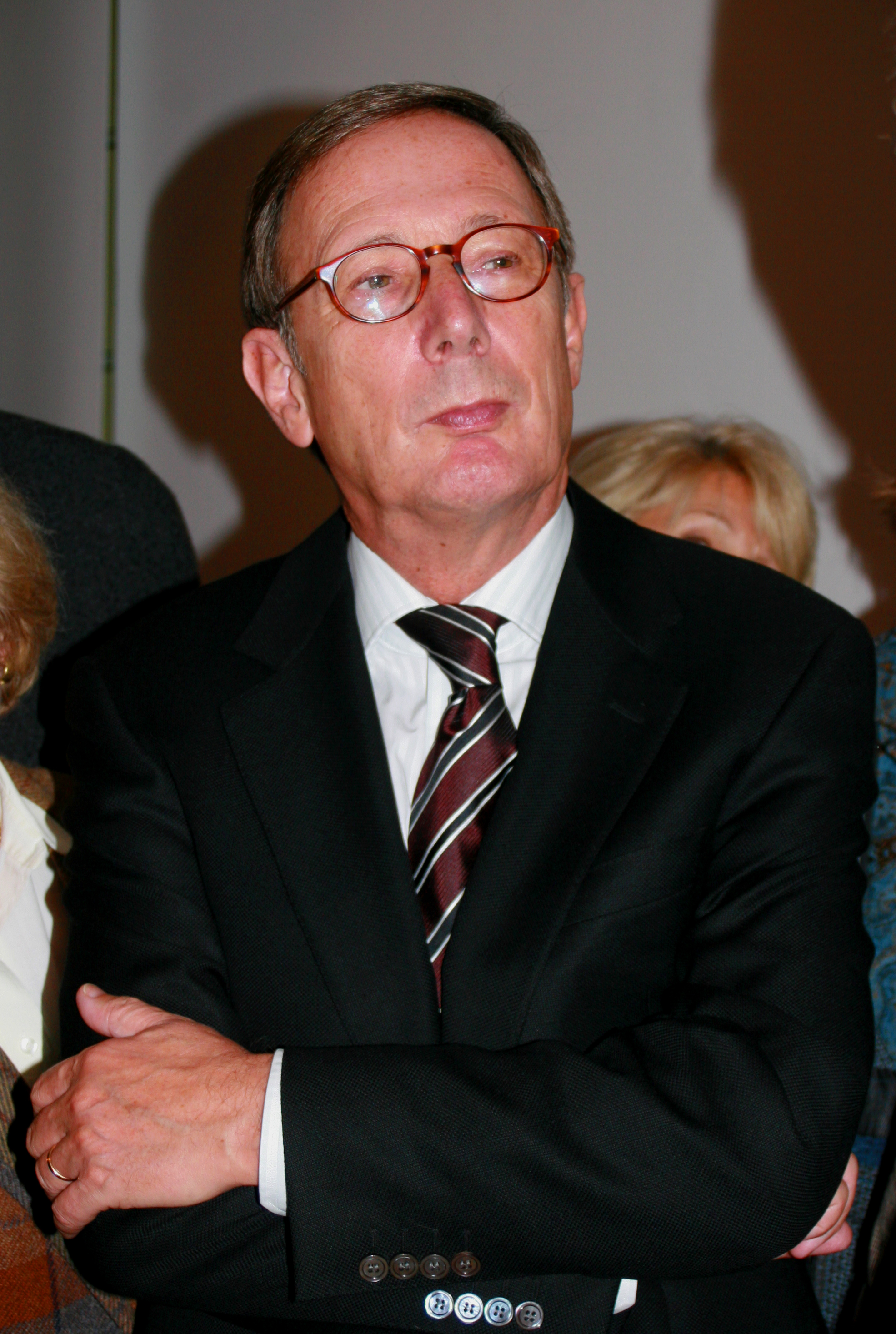
Helmut Himmelsbach